# Liste der Könige von Manipur
Dies ist eine Liste der überlieferten Könige von Manipur, heute ein Bundesstaat im äußersten Osten von Indien. Sie stimmt, bis auf Umschriftvarianten, im Wesentlichen mit dem Cheitaron Kumpapa ("Königschronik von Manipur") überein.
- 44 v. Chr.–34 v. Chr. Samlunghphaa
- 34 v. Chr.–18 v. Chr. Poireiton Khunthokpa
- 18 v. Chr.–8 v. Chr. Singtabung
- 8 v. Chr.–1 v. Chr. Paangminnaba
- 1 v. Chr.–5 n. Chr. Luwaang Khunthiba
- 5–33 Luwaang Punshiba
- 33–153 Nongda Lairen Pakhangba
- 153–263 Khuiyoi Tompok
- 263–363 Taothingmang
- 363–378 Khui Ningomba
- 378–393 Pengsiba
- 393–410 Kaokhangba
- 410–427 Naokhamba
- 427–517 Naophangba
- 517–567 Sameiraang
- 567–657 Uraa Konthouba
- 657–662 unbekannt
- 662–762 Naothingkhong
- 762–772 Khongtekchaa
- 772–783 unbekannt
- 783–798 Keirencha
- 798–820 Yaaraba
- 820–909 Ayaangba
- 909–948 Ningthou Cheng
- 948–968 Chenglei Ipaan Laangba
- 968–983 Yanglou Keiphaba
- 983–1073 Kainou Irengba
- 1073–1121 Loiyumba
- 1121–1149 Loitongba
- 1149–1162 Atom Yoiremba
- 1162–1194 Hemtou Iwaan Thaaba
- 1194–1230 Thawaan Thaba
- 1230–1241 Chingthaang Laanthaaba
- 1241–1246 Thingbai Selhongba
- 1246–1262 Puroon Thaaba
- 1262–1277 Khumomba
- 1277–1301 Moraamba
- 1301–1323 Thaangbi Laanthaaba
- 1323–1334 Kongyaamba
- 1334–1354 Telheiba
- 1354–1359 Tonaaba
- 1359–1394 Tabungba
- 1394–1399 Lairemba
- 1399–1432 Pengshiba
- 1432–1467 Ningthou Khomba
- 1467–1507 Senbi Kiyaamba
- 1507–1511 Koiremba
- 1511–1522 Chingkhong Lamgai Ngamba
- 1522–1523 Nongyin Phaaba
- 1523–1541 Senbi Khomba
- 1541–1544 Taangjaamba
- 1544–1561 Chalaamba
- 1561–1596 Mungyaamba
- 1596–1651 Khagemba
- 1651–1665 Khunjaoba
- 1665–1696 Paikhomba
- 1696–1708 Charairongba
- 1708–1747 Paamheiba
- 1747–1751 Chit Sai
- 1751–1752 Bhorot Sai
- 1752–1758 Maraamba
- 1758–1761 Chingthang Khomba
- 1761–1763 Maramba
- 1763–1798 Chingthang Khomba
- 1798–1801 Labeinachandra
- 1801–1804 Madhuchandra
- 1804–1814 Chourjit
- 1814–1819 Marjit
- Herachandra
- Yumjaotaba
- Gambhirsing
- Joysing
- Jadusing
- Raadhop
- Bhadra
- 1826–1834 Gambhirsing
- 1834–1844 Chandrakirti
- 1844–1850 Narasingh
- 1850 Devendra
- 1850–1885 Chandrakirti
- 1886–1890 Surchandra
- 1890–1891 Kullachandra
- 1891–1941 Churachand
- 1941–1955 Budhachandra